# Złombol
 (décembre 2019).
Złombol (le terme « złom » signifie « ferraille » en polonais) est un rallye caritatif dont le point de départ est situé à Katowice en Pologne. Le but du rallye est de parcourir de 2 500 à 3 000 kilomètres vers une destination dévoilée le 1er janvier de l'année. Un véhicule construit ou créé lors de l'époque communiste est toutefois la condition nécessaire pour participer.

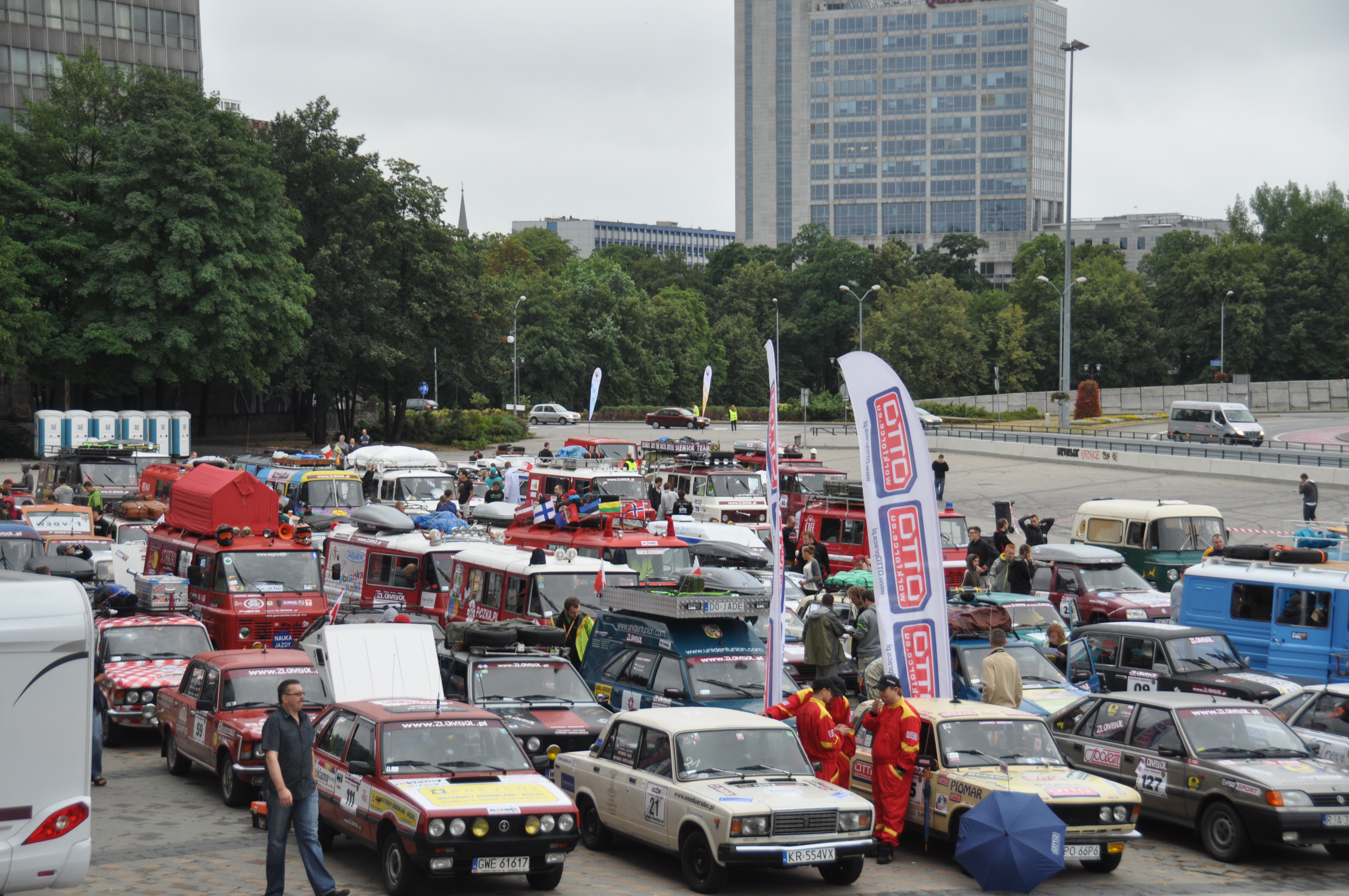
Départ du 'Złombol.

En général, le rallye se déroule chaque année entre juin et septembre. En 2020, une édition spéciale est mise en place avec comme destination le Kazakhstan, le Złombol ultimate.
Le 1er janvier 2020, la destination de la 14ème édition a été annoncée (prévu à 17h, mais finalement annoncé 3 heures plus tard à cause d'un problème technique sur les serveurs). Il s'agit de Burhaniye en Turquie. La 14ème édition sera nommée "L'édition Transcontinentale".  
Finalement, à cause de la pandémie (COVID), l'édition a été annulée et remplacée par l'édition "Stay In car", la route était libre. Au bout du monde, au bout de la rue, pas d'obligations. 
Début janvier 2021, la date a été fixée au 26 juin 2021 et l'édition "Ultimate" annulée. Le 1er juin 2021 sera annoncé le maintien ou non de l'édition à la suite des différentes restrictions sanitaires.  
Les différentes étapes préconisées par les organisateurs sont :
- Départ de Katowice en Pologne,
- République Tchèque,
- Slovaquie,
- Hongrie,
- Serbie,
- Roumanie,
- Bulgarie,
- Et arrivée en Turquie.

En 2010, la destination était déjà la Turquie (Istanbul) et c'était la première édition à quitter le continent européen et surtout le premier aussi loin. Et comme la destination a été très bien accueillie, cette année "c'est reparti" pour fêter les 10 ans écoulés depuis le dernier voyage en Turquie. 
Cependant, il est important de se rappeler que Złombol n'est pas seulement un beau voyage, des visites, des vues et le choix de la route. Złombol est un grand défi pour chaque équipage. Chacun d'entre eux doit obtenir des donateurs qui dépensent au moins 2000 Zloty (environ 500 euros) pour aider les enfants des orphelinats dans toute la Pologne. Chaque équipage doit faire face à la technique, à la logistique et ils devront faire face à la route. La route est très difficile avec les montagnes, les vallées et les obstacles. 
Il existe deux routes recommandées par les organisateurs. Une première passant par l'est et une seconde passant par l'ouest.
Route de l'est : Pologne, Slovaquie, Hongrie, Roumanie, Bulgarie, Turquie
Route de l'ouest : Pologne, République Tchèque, Slovaquie, Hongrie, Serbie, Bulgarie, Turquie

## Histoire
En 2007, deux amis ont eu l'idée de voyager sur une très longue distance avec une très vieille voiture, une Trabant et une Polski Fiat 125P et utiliser les fonds récoltés pour un orphelinat.
| Année | Équipes | Équipes arrivées | Destination         | Fonds récoltés                 | Date                                      |
| ----- | ------- | ---------------- | ------------------- | ------------------------------ | ----------------------------------------- |
| 2007  | 2       | 2                | Monte Carlo         | 12 792,77 zł ((3 198,19 €)     |                                           |
| 2008  | 13      | 11               | Monte Carlo         | 37 631,55 zł (9 407,89 €)      | 4 septembre 2008 au 7 septembre 2008      |
| 2009  | 21      | 17               | Cercle arctique     | 43 989,08 zł (10 997,27 €)     | 4 juillet 2009 au 8 juillet 2009          |
| 2010  | 121     | 107              | Istanbul            | 172 328,33 zł (43 082,08 €)    | 4 septembre 2010 au 7 septembre 2010      |
| 2011  | 134     | 102              | Loch Ness           | 231 791,42 zł (57 947,86 €)    | 23 juillet 2011 au 27 juillet 2011        |
| 2012  | 206     | 167              | Olympie             | 346 584,42 zł (86 646,11 €)    | 15 septembre 2012 au 19 septembre 2012    |
| 2013  | 147     | 110              | Nordkapp            | 302 738,73 zł (75 684,68 €)    | 10 août au 14 août 2013                   |
| 2014  | 401     | 310              | Lloret de Mar       | 676 736,97 zł (169 184,24 €)   | 13 septembre 2014 au 17 septembre 2014    |
| 2015  | 392     | n/a              | Col du Stelvio      | 734 868,06 zł (183 717,01 €)   | 15 août 2015 au 18 août 2015              |
| 2016  | 510     | n/a              | Tunisie via Palerme | 1 070 953,16 zł (267 738,29 €) | 25 septembre 2016 au 29/30 septembre 2016 |
| 2017  | 530     | n/a              | Noja                | 1 128 845,63 zł (282 211,41 €) | 2 septembre 2017 au 6 septembre 2017      |
| 2018  | 836     | 700              | Sithonie            | 1 866 050,13 zł (466 512,53 €) | 1er septembre 2018 au 5 septembre 2018    |
| 2019  | 450     | ?                | Dublin              | 1 322 255,64 zł (310 351,71 €) | 28 juin 2019 au 3 juillet 2019            |
| 2020  |         |                  | Annule..            |                                |                                           |
| 2021  | ?       | ?                | Cappadoce           | ?                              | 26 juin 2010 au ?                         |

## Dons
Les différentes équipes qui prennent part au rallye collectent des fonds auprès de différentes entreprises et collent en échange des autocollants publicitaires sur les voitures. Un minimum de dons doit être récolté pour pouvoir participer, et 100% des dons sont reversés à l'association Złombol qui va ensuite le redistribuer dans les différents orphelinats.
Les équipes doivent se financer elles-mêmes, il est interdit d'avoir des sponsors.

## Le rallye

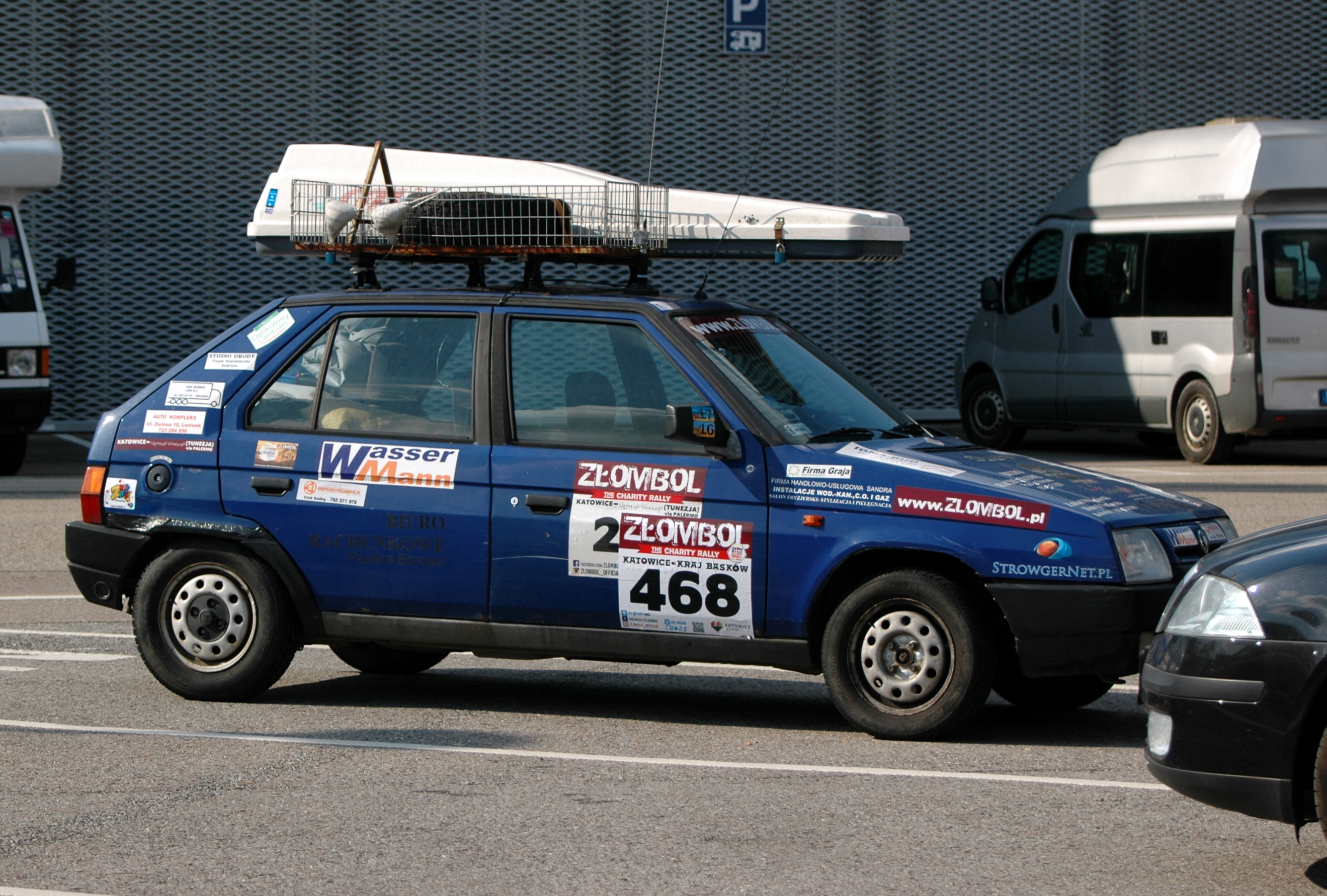
Un exemple de voiture.

Le Złombol est un rallye extrême. Il n'y a pas d'aide de la part des organisateurs, il n'y a pas d'assistance technique, il n'y a pas de psychologues. Les équipes participent à leurs propres risques et péril.
Seules les voitures fabriquées et conçues lors de l'époque communiste peuvent participer (Fiat 126p, Fiat 125p, Trabant, Zuk, Polonez...). Le véhicule doit être assuré et être capable de rouler sur les routes publiques.

## Liens
- Official website
- Blog d'une équipe Française participant à la 14ème édition